# Ле-Монсо
Ле-Монсо́ (фр. Les Monceaux) — коммуна во Франции, находится в регионе Нижняя Нормандия. Департамент коммуны — Кальвадос. Входит в состав кантона Лизьё 3-й кантон. Округ коммуны — Лизьё.
Код INSEE коммуны — 14435.

## Население
Население коммуны на 2010 год составляло 181 человек.
| 1962 | 1968 | 1975 | 1982 | 1990 | 1999 | 2010 |
| ---- | ---- | ---- | ---- | ---- | ---- | ---- |
| 127  | 125  | 121  | 145  | 147  | 146  | 181  |

## Экономика
В 2010 году среди 112 человек трудоспособного возраста (15—64 лет) 86 были экономически активными, 26 — неактивными (показатель активности — 76,8 %, в 1999 году было 80,9 %). Из 86 активных жителей работали 81 человек (46 мужчин и 35 женщин), безработных было 5 (4 мужчины и 1 женщина). Среди 26 неактивных 9 человек были учениками или студентами, 9 — пенсионерами, 8 были неактивными по другим причинам.